# Gustaf Jansson (ingenjör)
Gustaf Jansson, född 11 oktober 1850 i Ringshyttan, Nora socken, Västmanland, död 23 april 1934 i Stockholm, var en svensk ingenjör och metallurg.
Jansson var bruksbokhållare vid Bofors bruk 1869-1872 och genomgick Filipstads bergsskola 1872-1873. Han var anställd som smidesbokhållare vid Lesjöfors bruk 1873-76 och förvärvade under anställning vid firman Washburn & Moen valsverk i Worcester, Massachusetts, 1876-80 grundliga erfarenheter i järnbruksdrift. År 1880 engagerades han vid Munkfors bruk, ägt av Uddeholms AB, som verkmästare och chef för den metallurgiska avdelningen. Under åren 1884-1930 var han överingenjör och förvaltare vid Munkfors bruk.
Jansson hade stor betydelse för den svenska järnindustrins utveckling, dels genom förbättringar av martinprocessen och dess tillämpning, dels genom utarbetande av de metoder för kallvalsning av stål, som gjorde Munkfors bruks kallvalsverk världsberömt. Inom politiken representerade han en tid högern i Värmlands läns landsting. Han tilldelades 1921 Jernkontorets belöningsjetong i guld. Gustav Janssons väg i Munkfors är uppkallad efter honom.